# Sherwood Park
Sherwood Park és un llogaret d'Alberta, Canadà al comta de Strathcona reconeguda com a àrea de servei urbà. Està situada a la frontera oriental de la ciutat d'Edmonton, situada al sud de l'Autopista 16 (Yellowhead Trail), a l'oest de l'Autopista 21 i al nord de l'Autopista 630 (Wye Road). Altres porcions de Sherwood Park s'estenen més enllà de Yellowhead Trail i Wye Road, mentre que l'Autopista 216 (Anthony Henday Drive) separa Refinery Row a l'oest de la major part del llogaret a l'est.
Sherwood Park fou establit en 1955 a les terres agrícoles de la família Smeltzer, a l'est d'Edmonton. Amb una població de 65.465 el 2012, Sherwood Park té prou població per a ser la 7a ciutat d'Alberta, però tècnicament manté l'estatut de llogaret. El Govern d'Alberta reconeix l'Àrea de Serveis Urbans de Sherwood Park com l'equivalent a una ciutat.

## Demografia
El comtat de Strathcona tenia 65.465 persones vivint a Sherwood Park en el cens municipal de 2012, un canvi del 6,2% en el cens de 2009, que donà una població de 61.660 persones.
En el cens del Canadà de 2011, Sherwood Park tenia 64.733, un canvi del 13,9% respecte al cens de 2006 que donava una població de 56.845.

## Història
Les nacions cree i saulteaux són les Primeres Nacions que van viure en aquest territori des de fa segles. Els primers europeus no van arribar a la regió fins que al segle xviii. Els bisons eren abundants a la regió, una important font d'aliment i vestit per a les Primeres Nacions locals. Tot i que les Primeres Nacions locals havien mantingut caceres de búfals sostenibles a la zona durant generacions, els nouvinguts sacrificaren i gairebé delmaren les manades de búfals i van interrompre dramàticament la manera de viure dels nadius.
Algunes Primeres Nacions locals van començar a comerciar al proper Fort Edmonton. La majoria de les nacions van signar el Tractat 6 el 21 d'agost de 1877, què les va relegar a petites reserves lluny de les comunitats de colons en creixement.
A principis de la dècada de 1950, els desenvolupadors John Hook Campbell i John Mitchell van imaginar una ciutat satèl·lit de 100 cases per acomodar els empleats de les indústries a l'est d'Edmonton. El 1953, van rebre l'aprovació de la Junta Municipal de Districte de Strathcona per al desenvolupament del llogaret residencial que denominaren "Campbelltown" i al setembre de 1955, els primers models de llars que es van obrir al públic. Més tard, el 1956, el nom del llogaret va ser canviat a Sherwood Park, perquè Correus del Canadà no aprovaria Campbelltown, ja que hi havia diverses comunitats canadenques amb noms similars.

## Economia
Sherwood Park yé una economia forta, amb més de 9.000 milions de dòlars en els principals projectes acabats, anunciats o en construcció. Un districte conegut com a Refinery Row es troba a l'oest de Sherwood Park i inclou algunes de les més grans instal·lacions industrials a l'oest del Canadà, incloent la refineria d'Esso a Strathcona.